# Olga Martynovna Auguste
Olga Martynovna Auguste, född 1896, död 1973, var en sovjet-lettisk politiker (kommunist).
Den 13 mars 1941, genom dekret från presidiet för den lettiska SSR:s högsta sovjet, utnämndes hon till folkkommissarie för statskontroll. Hon hade denna roll till den 29 april 1941. Hon var den första kvinnliga ministern i Lettlands historia.